# Aretz Iguiniz
Aretz Iguiniz (Hendaya, 3 de junio de 1983) es un exjugador francés de rugby que jugó en la posición de pilier.

## Carrera

### Clubes
Iguiniz es un hombre de club que a pesar de formarse en la cantera de Stade Hendayais ha desarrollado toda su carrera profesional jugando en el Aviron Bayonnais.
Iguiniz debutó como profesional con Bayonne en la temporada 2005/06 en la European Challenge Cup, y una temporada después ya se convirtió en jugador habitual para el equipo labortano, situación que se ha mantenido en el tiempo toda una década. 
A pesar de que en la temporada 2014/15 el Aviron Bayonnais pierde la categoría bajando a Pro D2, Iguiniz decidió no abandonar el club de su vida y permanecer en él a pesar de la pérdida de categoría.
Siendo uno de los capitanes del equipo Iguiniz fue una pieza clave en los ascensos del Aviron a la máxima categoría del rugby francés, al ganar la final de la eliminatoria de ascenso a Aurillac por 21-16 y en la temporada 2015-2016 y a Brive por el resultado de 21-19. Después de la atípica temporada 2019-2020 que acabó prematuramente debida a la crisis sanitaria producida por la pandemia del Covid-19, Iguiniz decide dar por finalizada su carrera deportiva con 37 años.

### Internacional
Iguiniz ha sido seleccionado 3 veces para defender la camiseta del XV del gallo, haciendo su debut el 12 de junio de 2009 en un partido amistoso ante Italia donde  ganaron 11-31 e Iguiniz fue titular.

### Palmarés y distinciones notables
- Campeón Play off ascenso Pro D2 2015-2016 (Aviron Bayonnais)
- Campeón Play off ascenso Pro D2 2018-2019 (Aviron Bayonnais)